# Sjællands Odde
Sjællands Odde er en ca. 15 km lang halvø på nordvestkysten af Sjælland mellem Kattegat og Sejerø Bugt. Fra oddens yderste punkt Gniben strækker stenrevet Sjællands Rev sig 10 km mod nordvest ud i Kattegat.
I stenalderen var Sjællands Odde en ø, som senere tiders landhævning gjorde landfast med Sjælland.
Landsbyen Overby har en velbevaret landsbystruktur med kun få udflyttergårde. I byen ligger Odden Kirke, som er forsynet med dekorative kalkmalerier i form af blomster- og bladdekorationer med fuglemotiver.
På nordkysten ligger Havnebyen med fiskerihavn. I øvrigt er odden præget af store sommerhusområder.
I nyere tid har odden fået stor trafikal betydning på grund af færgeruterne fra Odden Færgehavn på sydkysten til først Ebeltoft i 1966 og fra 1999 også til Aarhus, efter nedlæggelsen af DSB's rute mellem Kalundborg og Aarhus. De to ruter betjenes af hurtige katamaranfærger fra Mols-Linien.